# Climent Pujol i Villegas
Climent Pujol i Villegas (Vinyoles d'Orís, al municipi de les Masies de Voltregà, Osona, 16 de maig de 1908 - Roma 10 de juliol de 1998) fou un sacerdot català, membre de la Companyia de Jesús, canonista i orientalista.

## Biografia
Estudià al seminari de Vic, es doctorà en teologia a la Universitat Pontifícia de Comillas, i a Roma, en dret canònic, en 1932. Ordenat de sacerdot, col·laborà a "Catalunya Social". Ingressat a la Companyia de Jesús, ensenyà a la facultat de Sant Ignasi de Barcelona el 1941 i a l'Institut Oriental Pontifici de Roma des del 1943.
Ha escrit diverses obres sobre dret canònic dels catòlics orientals, en castellà i llatí, publicades sovint a la revista Orientalia Christiana Periodica. El 1991 va rebre la Creu de Sant Jordi.